# Манила (Юта)
Манила (англ. Manila) — город в штате Юта (США). Административный центр округа Даггетт. По данным переписи за 2010 год число жителей города составляло 310 человек.

## История
Манила был основан в 1898 году, в год победы адмирала Джорджа Дьюи при Маниле. Город стал административным центром округа Даггетт в 1918 году. В 1963 году Манила была инкорпорирована.

## Население
| Год переписи | Нас. |  | %±     |
| ------------ | ---- |  | ------ |
| 1910         | 196  |  | —      |
| 1920         | 212  |  | 8,2%   |
| 1930         | 256  |  | 20,8%  |
| 1950         | 147  |  | −42,6% |
| 1960         | 329  |  | 123,8% |
| 1970         | 226  |  | −31,3% |
| 1980         | 272  |  | 20,4%  |
| 1990         | 207  |  | −23,9% |
| 2000         | 308  |  | 48,8%  |
| 2010         | 310  |  | 0,6%   |
| 2016         | 324  |  | 4,5%   |

По данным переписи 2010 года население Манилы составляло 310 человек (из них 53,9 % мужчин и 46,1 % женщин), в городе было 143 домашних хозяйства и 89 семей. На территории города было расположено 441 постройка со средней плотностью 196 построек на один квадратный километр суши. Расовый состав: белые — 97,4 %, коренные американцы — 0,6 %.
Население города по возрастному диапазону по данным переписи 2010 года распределилось следующим образом: 22,6 % — жители младше 18 лет, 1,3 % — между 18 и 21 годами, 49,3 % — от 21 до 65 лет и 26,8 % — в возрасте 65 лет и старше. Средний возраст населения — 50,3 лет. На каждые 100 женщин в Маниле приходилось 116,8 мужчин, при этом на 100 совершеннолетних женщин приходилось уже 114,3 мужчин сопоставимого возраста.
Из 143 домашних хозяйств 62,2 % представляли собой семьи: 53,1 % совместно проживающих супружеских пар (15,4 % с детьми младше 18 лет); 5,6 % — женщины, проживающие без мужей и 3,5 % — мужчины, проживающие без жён. 37,8 % не имели семьи. В среднем домашнее хозяйство ведут 2,17 человека, а средний размер семьи — 2,82 человека. В одиночестве проживали 36,4 % населения, 16,8 % составляли одинокие пожилые люди (старше 65 лет).

## Экономика
В 2015 году из 90 человек старше 16 лет имели работу 29. В 2014 году медианный доход на семью оценивался в 41 406 $, на домашнее хозяйство — в 40 000 $. Доход на душу населения — 17 371 $ в год.

## Географическое положение
По данным Бюро переписи населения США город имеет общую площадь в 2,3 км². Манила расположена на северной границе штата со штатом Вайоминг к северу от гор Юинта и к западу от водохранилища Флеминг-Горж на реке Грин-Ривер.

### Климат
По классификации климатов Кёппена климат Манилы относится к субарктическому климату (Dfc). Средняя температура в году — 7,0 °C, самый тёплый месяц — июль (средняя температура 20,2 °C), самый холодный — январь (средняя температура −5,0 °C). Среднее количество осадков в году 228,6 мм.
| Показатель                    | Янв.  | Фев.  | Март  | Апр.  | Май   | Июнь | Июль | Авг. | Сен. | Окт.  | Нояб. | Дек.  | Год   |
| ----------------------------- | ----- | ----- | ----- | ----- | ----- | ---- | ---- | ---- | ---- | ----- | ----- | ----- | ----- |
| Абсолютный максимум, °C       | 18,9  | 19,4  | 22,2  | 28,9  | 36,1  | 36,7 | 38,9 | 36,1 | 37,2 | 36,7  | 24,4  | 18,3  | 38,9  |
| Средний суточный максимум, °C | 2     | 4     | 8     | 13,4  | 19,2  | 25   | 29,2 | 27,8 | 23,1 | 16,4  | 8,2   | 2,4   | 14,9  |
| Средняя температура, °C       | −5    | −3,1  | 0,8   | 5,8   | 11,1  | 16,1 | 20,2 | 19   | 13,9 | 8,3   | 0,9   | −4,2  | 7     |
| Средний суточный минимум, °C  | −12,2 | −10,1 | −6,2  | −1,9  | 2,9   | 7,2  | 11,2 | 10,1 | 5    | −0,1  | −6,3  | −11,1 | −0,9  |
| Абсолютный минимум, °C        | −36,1 | −36,1 | −28,9 | −21,1 | −11,1 | −6,7 | −6,7 | −2,8 | −7,8 | −19,4 | −28,9 | −33,3 | −36,1 |
| Норма осадков, мм             | 3     | 3     | 4     | 5     | 6     | 5    | 6    | 6    | 4    | 3     | 3     | 2     | 50    |